# جبلین
جبلین یک روستا و محوطه باستانی در مصر است که در استان اقصر واقع شده‌است. در این منطقه بقایای معبد حاثور به همراه تعدادی گلنوشته و سنگ یادبود از دودمان دوم تا دودمان سوم پیدا شده‌است.

## نگارخانه

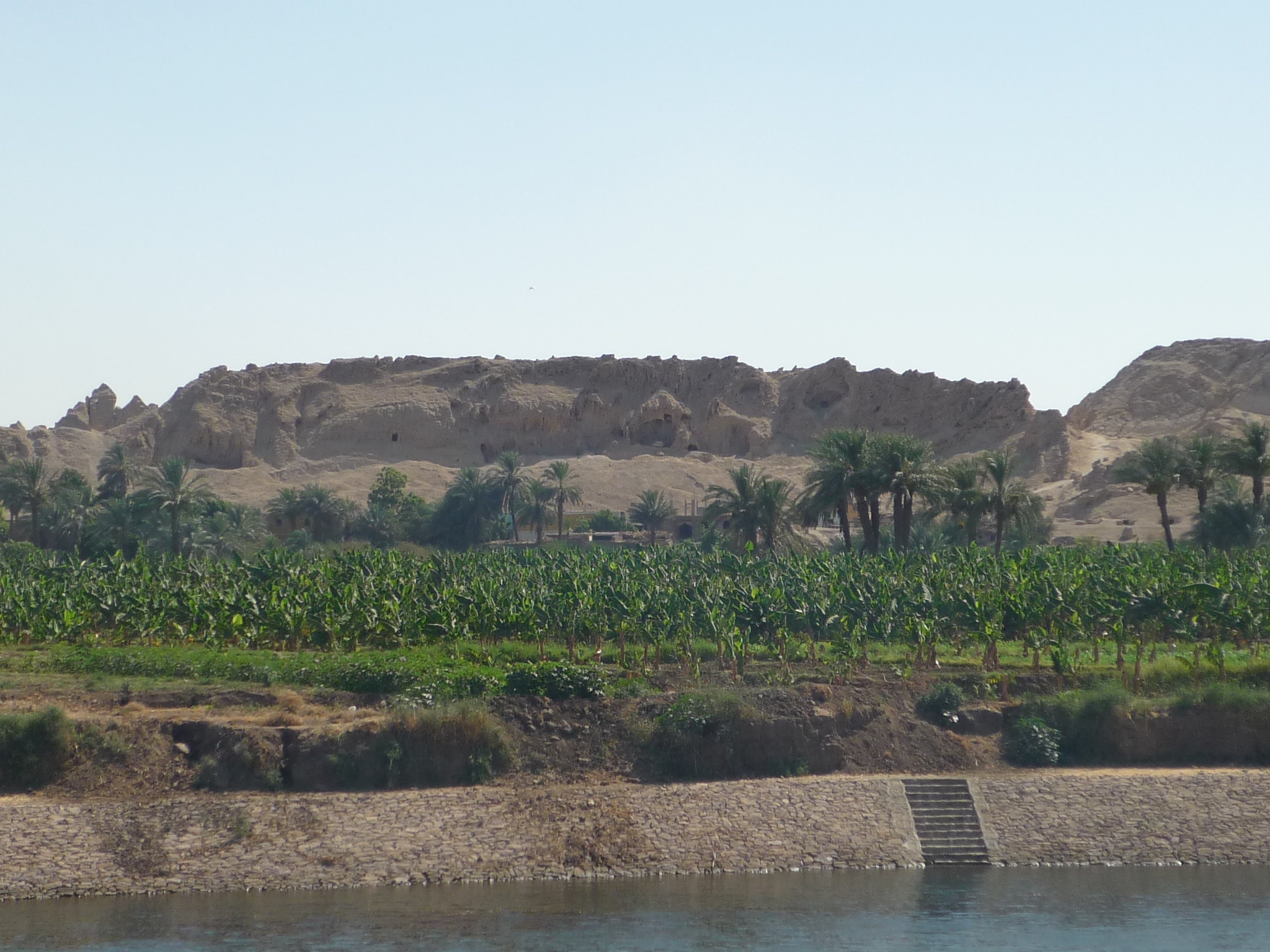
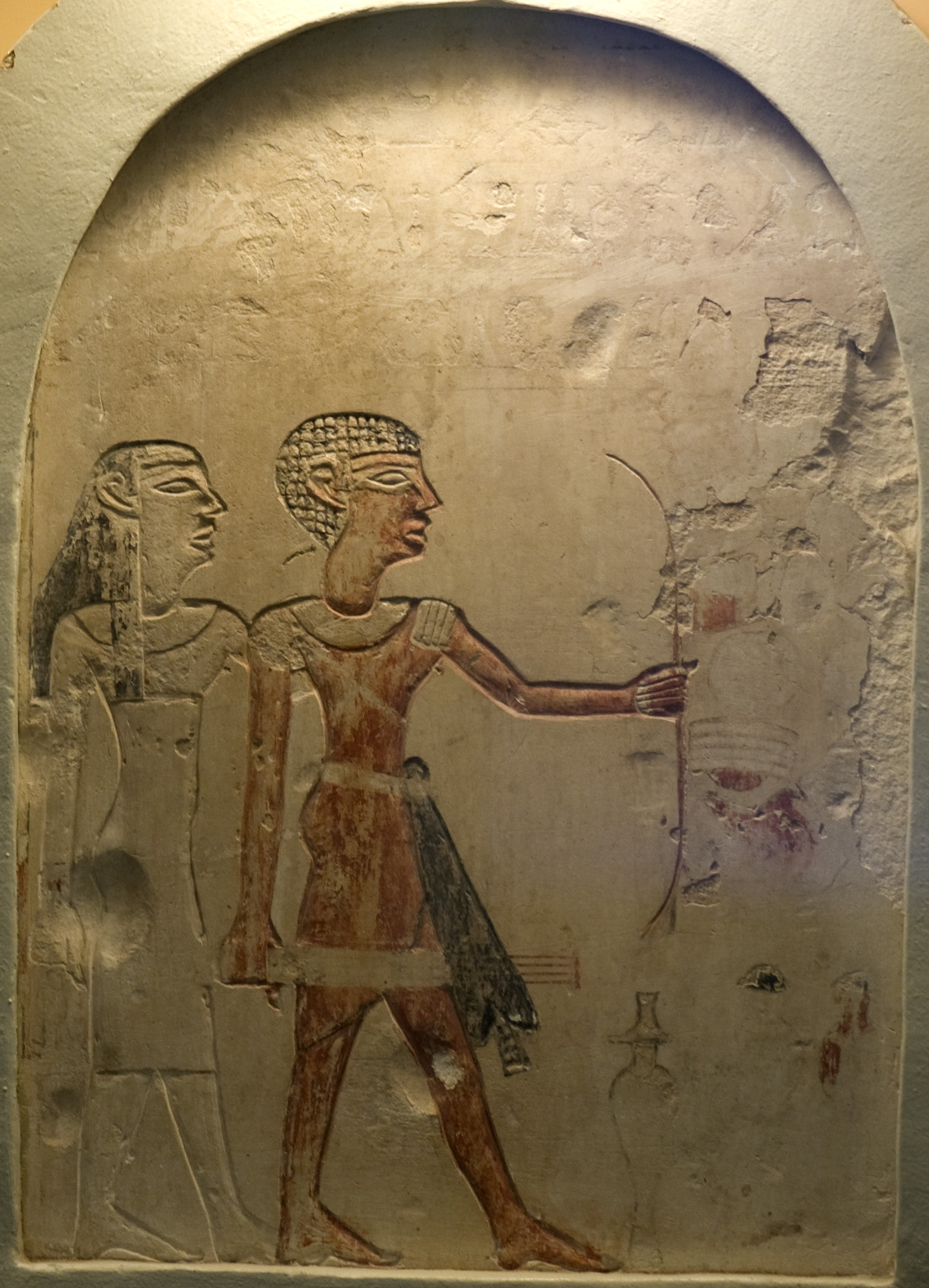